# 黒木大輔
黒木 大輔（くろき だいすけ）は、日本の外交官。2016年（平成28年）7月19日から、マリ共和国駐箚特命全権大使。

## 経歴・人物
広島県出身。1979年同志社大学経済学部卒業。1982年外務省入省。経済局国際機関第二課課長補佐、アジア大洋州局南東アジア第一課課長補佐、在カンボジア日本国大使館一等書記官、アジア大洋州局南部アジア部南東アジア第一課地域調整官を経て、2014年国際協力局地球規模課題総括課専門機関室長。2016年からマリ共和国駐箚特命全権大使を務め、2018年には総額6億7000万円となる無償資金協力に関する書簡を行った。